# Менешау
Менешау — посёлок в Володарском районе Астраханской области России. Входит в состав Большемогойского сельсовета. Население 116 человек (2010), 99 % из них — казахи.

## География
Менешау расположено в юго-восточной части Астраханской области, в дельте реки Волги и находится на острове, образованным реками Корневая и Зеленинская. Уличная сеть состоит из одного географического объекта: ул. Набережная.
Абсолютная высота 25 метров ниже уровня моря
.
Климат
резко континентальный с жарким сухим летом, холодной и малоснежной зимой, самый жаркий месяц — июль. Абсолютный максимум — 40 градусов. Самый холодный период — январь-февраль с абсолютным минимумом -40 градусов.

## Население
| 2002 | 2010 |
| ---- | ---- |
| 95   | ↗116 |

Национальный и гендерный состав
По данным Всероссийской переписи в 2010 году, численность населения составляла 116 человек (59 мужчин и 57 женщин, 50,9 и 49,1 %% соответственно).
Согласно результатам переписи 2002 года, в национальной структуре населения казахи составляли 50 %, русские 99 % от общей численности населения в 92 жителей.
| Национальность | Численность (2010) | Процент |
| -------------- | ------------------ | ------- |
| Казахи         | 111                | 95,7%   |
| Не указана     | 5                  | 4,3%    |
| Всего          | 116                | 100%    |

## Инфраструктура
нет данных.

## Транспорт
Просёлочная дорога ведёт к селу Болдырево, где проходит автодорога регионального уровня Володарский — Цветное (идентификационный номер 12 ОП РЗ 12Н 031).